# Pseudoliomera
Pseudoliomera är ett släkte av kräftdjur. Pseudoliomera ingår i familjen Xanthidae.
Kladogram enligt Catalogue of Life:
| Pseudoliomera | \| \| Pseudoliomera remota \| \| \| \| \| \| Pseudoliomera speciosa \| \| \| \| \| \| Pseudoliomera variolosa \| \| \| \| |
|               | \| \| Pseudoliomera remota \| \| \| \| \| \| Pseudoliomera speciosa \| \| \| \| \| \| Pseudoliomera variolosa \| \| \| \| |
|               | Pseudoliomera remota |
|               | |
|               | Pseudoliomera speciosa |
|               | |
|               | Pseudoliomera variolosa                                                                                                   |
|               | |